# Châteauneuf-de-Chabre
Châteauneuf-de-Chabre – miejscowość i dawna gmina we Francji, w regionie Prowansja-Alpy-Lazurowe Wybrzeże, w departamencie Alpy Wysokie. W dniu 1 stycznia 2016 roku z połączenia trzech ówczesnych gmin – Antonaves, Châteauneuf-de-Chabre oraz Ribiers – powstała nowa gmina Val Buëch-Méouge. W 2013 roku populacja Châteauneuf-de-Chabre wynosiła 335 mieszkańców. 